# Região do Norte
A Região Norte ou simplesmente Norte é uma região portuguesa situada no norte do país. Tem uma área de 21 286 km2 e registou em 2024 uma população de 3 692 842 habitantes com uma densidade populacional de 173 habitantes por km2, sendo a região mais populosa de Portugal e a terceira região mais extensa do país.
A capital da região situa-se na cidade do Porto, aonde fica localizada a Comissão de Coordenação e Desenvolvimento Regional do Norte, o órgão descentralizado regional da administração pública, sendo responsável por coordenar e executar políticas de desenvolvimento regional, planificação territorial, ordenamento do território e ambiente.
É uma das nove regiões de Portugal, constituída pelas seguintes oito sub-regiões:
- Alto Minho,
- Alto Tâmega e Barroso,
- Área Metropolitana do Porto,
- Ave,
- Cávado,
- Douro,
- Tâmega e Sousa e
- Terras de Trás-os-Montes,

que se dividem em 86 municípios e em 1 426 freguesias. Limita a norte com a região espanhola da Galiza, a este com a região espanhola de Castela e Leão, a sul com a região do Centro e a oeste com o Oceano Atlântico.
Registou em 2022 um produto interno bruto de 71,9 mil milhões de euros, tendo assim a segunda maior economia regional do país com uma participação de cerca de 30 % da economia nacional. Em termos de PIB per capita dispõe do valor mais baixo de todas as regiões, registando 20 137 euros.
A região é conhecida por sua rica história, incluindo a cidade de Guimarães, o berço de Portugal. Foi inicialmente habitada por várias tribos pré-célticas e célticas antes de ter relações comerciais e ser visitada, atacada e conquistada por várias povos, incluindo gregos, cartagineses, romanos, germânicos, mouros e viquingues. A cultura diversa inclui tradições folclóricas, culinária deliciosa e o famoso vinho do Porto. A região também é um importante centro industrial e empresarial, com a Universidade do Porto formando líderes empresariais e intelectuais.

## História

### Antiguidade
O território do Norte de Portugal actual foi originalmente habitado por populações que se desenvolveram localmente no Paleolítico, que produziram as Gravuras Rupestres do Vale do Côa. Os celtas são o povo que em meados de 500 a.C., emigrou desde a Europa Central para estas paragens, desenvolvendo uma cultura conhecida como cultura castreja. Estavam organizados em gens, uma espécie de clã familiar que ligava as tribos, embora cada uma destas fosse autónoma, numa espécie de federação. Esta organização social e a sua natural belicosidade permitiram a estes povos resistir tenazmente aos invasores romanos. Décimo Júnio Bruto Galaico, após a conquista do último reduto peninsular ainda resistente à ocupação romana, toma o cognome de Galaico. O território a sul do rio Douro até ao mar, Galiza, era conhecida como Galécia Bracarense. Da província romana com o mesmo nome faziam parte ainda a Galécia Lucense e a Galécia Asturicense. Os suevos fundaram o Reino da Galécia, cuja capital era Brácara Augusta, englobando a Galiza e tendo como limite o rio Tejo na sua extensão máxima; os visigodos conquistaram politicamente este reino em 580, gozando no entanto de grande autonomia dentro do espaço visigótico peninsular. Mais tarde invadidas pelos mouros, as terras perdidas para estes rapidamente (em 750) foram recuperadas e incorporadas no Reino da Galiza. O Condado de Portugal ou Condado Portucalense veio a ser estabelecido depois da reconquista do Porto por Vímara Peres, em 868, como parcela deste reino.

### Formação e consolidação do reino
Embora a existência da povoação na foz do rio Douro durante o período romano se encontre confirmada, o mesmo não acontece para a sua localização exacta; o Paroquial Suévico de São Martinho de Dume, estudado por Pierre David após a sua identificação pelo Professor Avelino de Jesus da Costa, refere-se, séculos depois, a um povoado que designava como Portvcale Castrvm Antiqvvm, na margem esquerda, e outro, o Portvcale Castrvm Novvm, na direita.
Quando do domínio dos suevos, Portucale foi palco de vários acontecimentos, contando-se entre eles o aprisionamento de Requiário durante a invasão de Teodorico II (457), a revolta do seu governador Agiulfo, que pretendia ser aclamado rei e foi executado, e a última batalha (585) de Andeca, último rei suevo, vencido por Leovigildo.
Quando da invasão muçulmana da Península Ibérica, Portucale era já, desde a segunda metade do século VI, a sede da diocese Portucalense, situada na província da Galécia, e tendo por metropolita o Bispo de Braga. Após a invasão, a diocese não sobreviveu, tendo sido apenas restaurada após a reconquista do Porto, em 868.
Portugal constituiu-se como reino independente com Afonso Henriques a partir do Norte de Portugal. Durante o seu reinado conquistou-se grande parte do território com o apoio das aguerridas populações nortenhas. A língua portuguesa evoluiu a partir desta área e hoje tem dialetos modernos específicos (os dialetos portugueses setentrionais), depois expandiu-se para sul à medida que o Reino Português se expandiu, nomeadamente após o reinado de Afonso Henriques. Na sequência, deu-se a difusão da língua pelas terras conquistadas e, mais tarde, com as descobertas portuguesas, para o Brasil, África e outras partes do mundo.

## Geografia

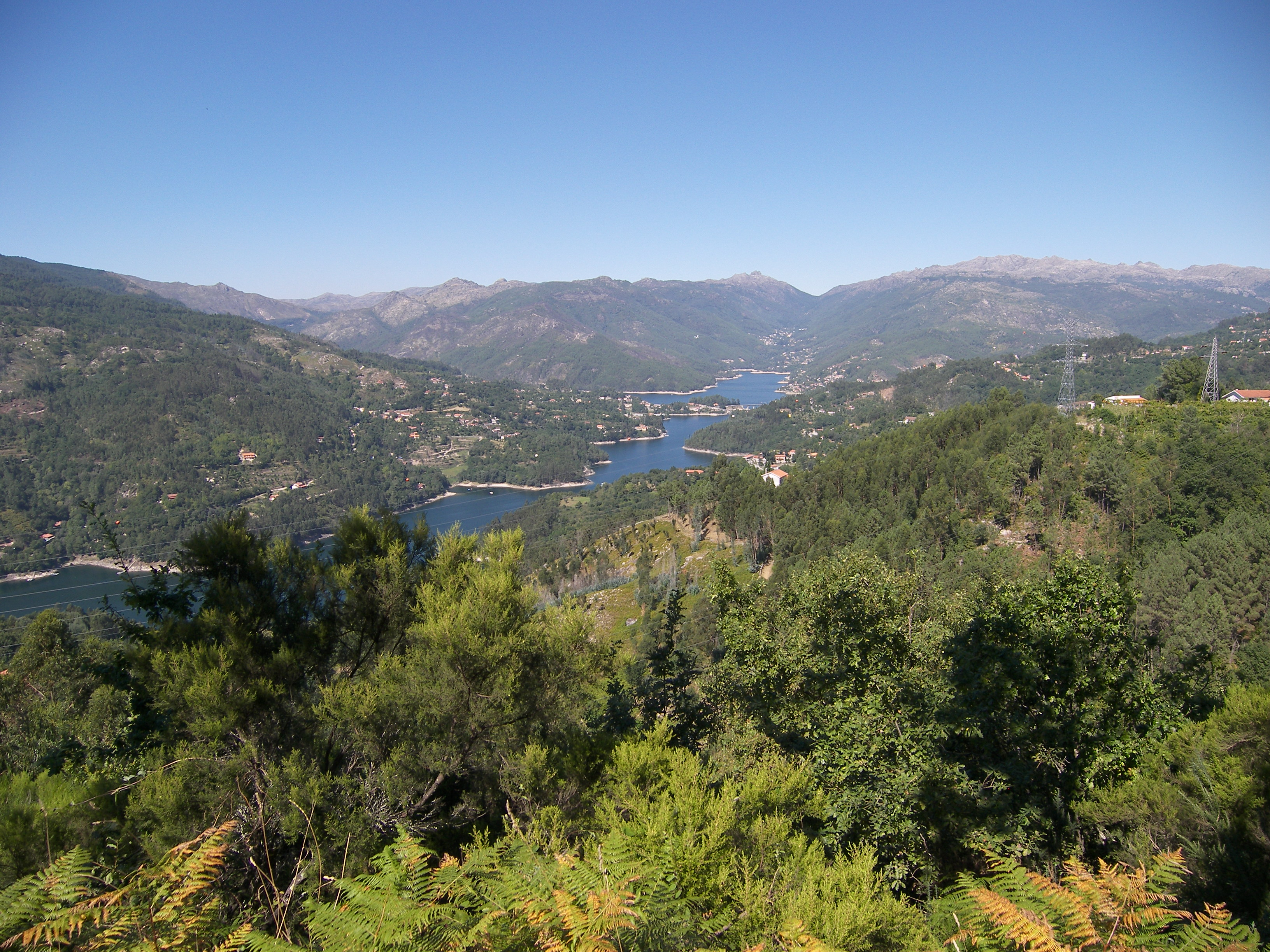
Rio Lima no Parque Nacional da Peneda-Gerês, zona com precipitação expressiva.

O Norte de Portugal é uma zona montanhosa. Os seus picos, conhecidos como serras, incluem a Serra do Gerês (1 544 m), Peneda (1 416 m), Marão (1 415 m), Amarela (1361 m) e Soajo (1 415 m). Alguns dos quais formam parques naturais: o Parque Nacional da Peneda-Gerês, o Parque Natural de Montesinho e o Parque Natural do Alvão.
A costa, conhecida como Costa Verde, é uma faixa plana de terra fechada por praias arenosas e colinas, a maior das quais é a planície costeira entre os rios Cávado e Ave. A área é conhecida pela longa extensão de dunas de areia pitorescas que se acumularam durante a Pequena Idade do Gelo, parte da qual está protegida no Parque Natural do Litoral Norte.
Os rios Minho, Lima, Neiva, Cávado, Ave e Douro são os rios mais proeminentes que fluem para o Oceano Atlântico. No interior, o Tâmega é um grande afluente que esvazia o rio Douro. O Douro é o rio mais proeminente, e um dos rios mais importantes da Península Ibérica. O rio Minho marca a fronteira noroeste luso-espanhola e é o segundo rio mais importante.

### Clima
A região tem, predominantemente, um clima mediterrânico de verão ameno (Csb) na costa e um clima mediterrânico de verão quente (Csa) ao longo do Vale do Douro. O noroeste de Portugal tem verões temperados e invernos amenos, influenciados pelo Oceano Atlântico e a variação da temperatura diurna raramente atinge os 10 °C, enquanto no interior o nordeste de Portugal tem verões quentes e invernos frios e longos, daí a existência de características continentais. A variação da temperatura diurna pode chegar aos 20 °C.
A precipitação é muito irregular, uma vez que a topografia e a distância em relação ao mar influenciam fortemente os níveis de precipitação, mesmo a curtas distâncias. As zonas montanhosas interiores do noroeste em torno dos picos da Peneda, Gerês e Marão têm a maior precipitação em todo o país. O vale do Douro, no entanto, está entre as zonas mais secas de Portugal. Algumas cidades chuvosas incluem Vila Real, Braga e, no litoral, Viana do Castelo. O litoral tende a ter mau tempo, elevada irradiação solar e menor precipitação numa faixa do Cabo Santo André para a zona urbana do Porto.

## Demografia

### População
A Região do Norte registou 3 586 586 habitantes no XVI Recenseamento Geral da População de Portugal (2021), concentrando 34,6% da população residente em Portugal. Compreende oito sub-regiões, constituída por 86 municípios e dividido entre 1 426 freguesias. O centro populacional da região encontra-se na Área Metropolitana do Porto, tendo mais de 1,7 milhões de habitantes e uma densidade populacional de 844 habitantes por km², sendo a sub-região mais populosa e a sub-região com a densidade populacional mais alta da região.
| População residente (2021) | De 0 a 14 anos (2021) | De 15 a 24 anos (2021) | De 25 a 64 anos (2021) | De 65 ou mais anos (2021) |
| -------------------------- | --------------------- | ---------------------- | ---------------------- | ------------------------- |
| 3 588 586                  | 440 165               | 385 934                | 1 950 231              | 810 256                   |

| Ano       | 2001      | 2008      | 2009      | 2010      | 2011      | 2012      | 2013      | 2014      | 2015      | 2016      | 2017      | 2018      | 2019      | 2020      | 2021      |
| --------- | --------- | --------- | --------- | --------- | --------- | --------- | --------- | --------- | --------- | --------- | --------- | --------- | --------- | --------- | --------- |
| População | 3 696 333 | 3 712 554 | 3 705 980 | 3 693 585 | 3 687 224 | 3 666 234 | 3 644 195 | 3 621 785 | 3 603 778 | 3 584 575 | 3 576 205 | 3 572 583 | 3 575 338 | 3 566 374 | 3 586 586 |

A população da Região do Norte aumentou em 0,6% desde do ano de 2020, cerca de mais 22 mil habitantes comparado com o ano de 2020, onde se registou através das estimativas uma população de 3 566 374 habitantes. Comparado com os censos de 2011, onde se registaram 3 689 682 habitantes, a população da região diminuiu em cerca de 2,7%. Por causa da crise financeira, a região registou entre 2009 e 2018 um saldo negativo, passando de 3 712 554 habitantes em 2009 para 3 572 583 habitantes em 2018, reduzindo em nove anos a população em 3,9%. A partir de 2018 o número de habitantes conseguiu estabilizar na região, situando-se nos 3,57 milhões de habitantes.

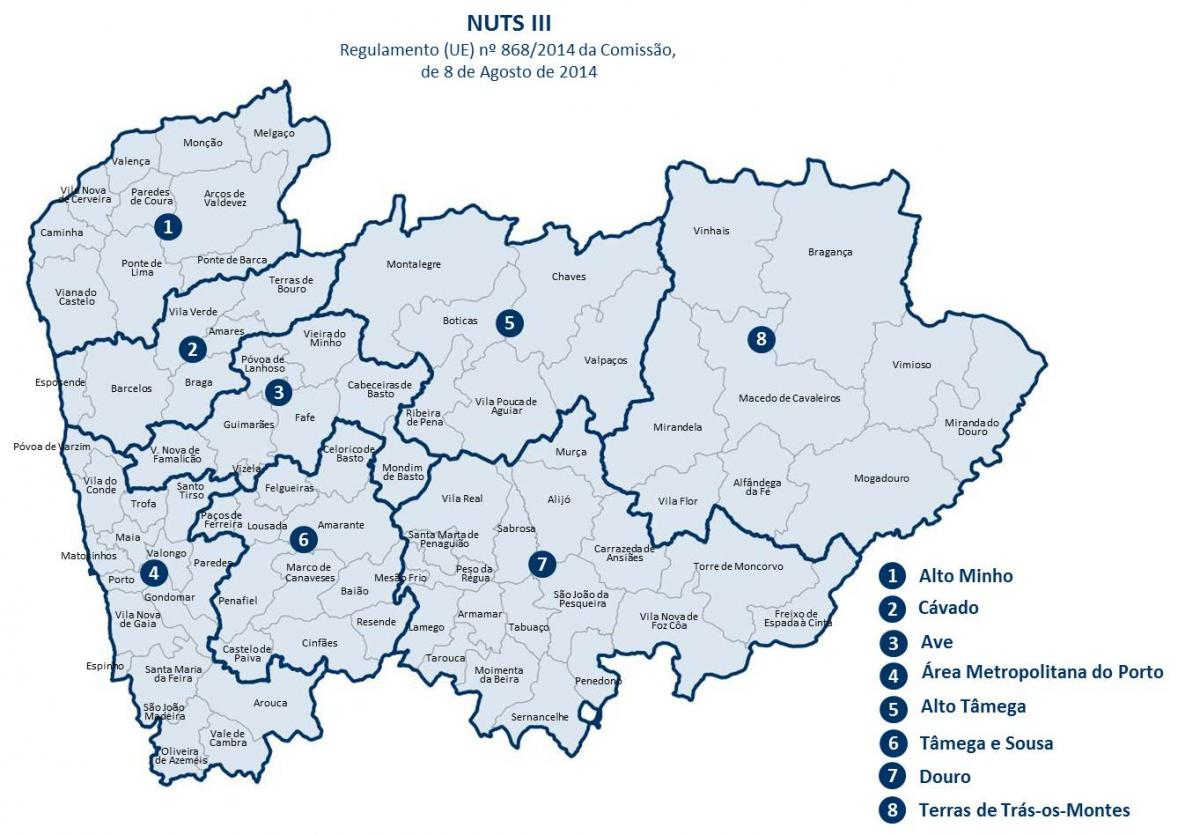
Sub-regiões da Região do Norte de Portugal

### Sub-regiões
A Região do Norte é constituída por oito sub-regiões, conhecidas como Communidades Intermunicipais ou NUTS III, que constituem a região. A Área Metropolitana do Porto é a sub-região mais populosa da região, e a segunda sub-região mais populosa do país, contabilizando mais de 1,7 milhões de habitantes, seguida pelo Cávado, com 438 mil habitantes, e pelo Ave, com 418 mil habitantes. As Terras de Trás-os-Montes, com 107 mil habitantes, e o Alto Tâmega, com 84 mil habitantes, são as sub-regiões menos populadas da região.

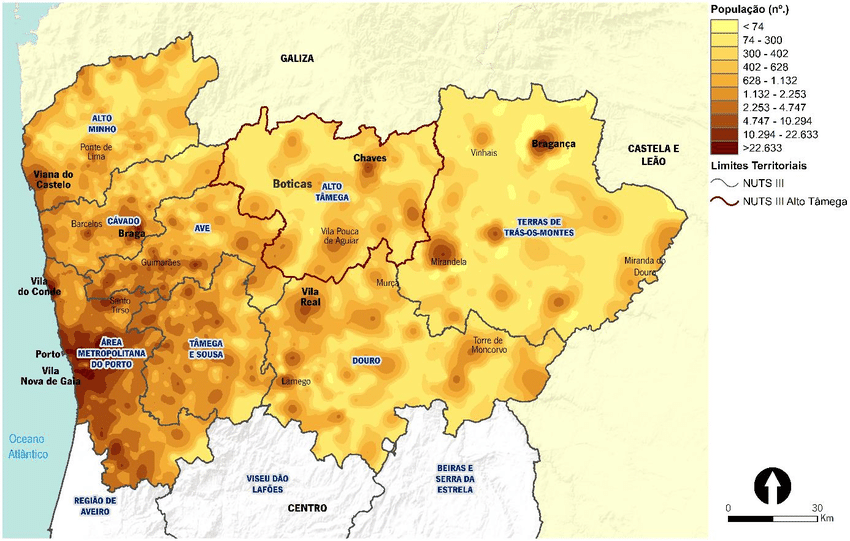
Densidade populacional da Região do Norte

As seguintes oito sub-regiões constituem a Região do Norte:
- Alto Tâmega
- Alto Minho
- Área Metropolitana do Porto
- Ave
- Cávado
- Douro
- Tâmega e Sousa
- Terras de Trás-os-Montes

A Área Metropolitana do Porto com mais de 800 habitantes por km², o Cávado com mais de 350 habitantes por km² e o Ave com perto de 300 habitantes por km² são as sub-regiões com a maior densidade populacional da região, concentrando uma grande parte da indústria regional e os maiores núcleos urbanos da região, como o Porto, Vila Nova de Gaia, Braga, Vila Nova de Famalicão ou Guimarães.
| Sub-região | Sub-região                  | Cidade administrativa | Municípios | Freguesias | Área (km2) | População (2021) | Densidade |
| ---------- | --------------------------- | --------------------- | ---------- | ---------- | ---------- | ---------------- | --------- |
|            | Alto Minho                  | Viana do Castelo      | 10         | 208        | 2 219      | 231 293          | 104       |
|            | Alto Tâmega                 | Chaves                | 6          | 118        | 2 922      | 84 253           | 28        |
|            | Área Metropolitana do Porto | Porto                 | 17         | 173        | 2 040      | 1 736 491        | 851       |
|            | Ave                         | Guimarães             | 8          | 168        | 1 451      | 418 531          | 288       |
|            | Cávado                      | Braga                 | 6          | 181        | 1 246      | 416 652          | 351       |
|            | Douro                       | Vila Real             | 19         | 217        | 4 032      | 183 886          | 46        |
|            | Tâmega e Sousa              | Penafiel              | 11         | 177        | 1 832      | 408 675          | 223       |
|            | Terras de Trás-os-Montes    | Bragança              | 9          | 175        | 5 544      | 107 293          | 19        |

### Municípios
A Região do Norte é constituída por 86 municípios, sendo Vila Nova de Gaia o município mais populoso, com mais de 300 mil habitantes, seguido pelo muncípio do Porto com mais de 230 mil habitantes, o muncípio de Braga com pouco mais de 190 mil habitantes, o município de Matosinhos com mais de 170 mil habitantes e o município de Gondomar com mais de 160 mil habitantes.
Existem 86 municípios na Região do Norte, dos quais;
- 2 municípios tem mais de 200 mil habitantes;
- 8 municípios tem entre 100 mil e 200 mil habitantes;
- 12 municípios tem entre 50 mil e 100 mil habitantes;
- 18 municípios tem entre 20 mil e 50 mil habitantes;
- 17 municípios tem entre 10 mil e 20 mil habitantes e
- 29 municípios tem menos de 10 mil habitantes.

Dos vinte municípios mais populosos da Região do Norte, doze encontram-se na sub-região da Área Metropolitana do Porto, três na sub-região do Tâmega e Sousa, dois na sub-região do Cávado, dois na sub-região do Ave e um município na sub-região do Alto Minho. Os vinte municípios contabilizam mais de 2,4 milhões de habitantes. Quanto à densidade populacional, o município do Porto tem, dos vinte municípios, a densidade populacional mais alta de toda a região, com 5 600 habitantes por km², seguido pelo município de Matosinhos com 2 766 habitantes por km², o município Vila Nova de Gaia com 1 805 habitantes por km², o município de Maia com 1 626 habitantes por km² e o município de Valongo com 1 261 habitantes por km².
| Posição | Município | Município              | Sub-região                  | População (2021) | Área (km2) | Densidade populacional |
| ------- | --------- | ---------------------- | --------------------------- | ---------------- | ---------- | ---------------------- |
| 1.      |           | Vila Nova de Gaia      | Área Metropolitana do Porto | 304 149          | 168,46     | 1 805                  |
| 2.      |           | Porto                  | Área Metropolitana do Porto | 231 962          | 41,42      | 5 600                  |
| 3.      |           | Braga                  | Cávado                      | 193 333          | 183,40     | 1 054                  |
| 4.      |           | Matosinhos             | Área Metropolitana do Porto | 172 669          | 62,42      | 2 764                  |
| 5.      |           | Gondomar               | Área Metropolitana do Porto | 164 255          | 131,86     | 1 246                  |
| 6.      |           | Guimarães              | Ave                         | 156 852          | 240,95     | 651                    |
| 7.      |           | Santa Maria da Feira   | Área Metropolitana do Porto | 136 720          | 213,45     | 640                    |
| 8.      |           | Maia                   | Área Metropolitana do Porto | 134 959          | 82,99      | 1 626                  |
| 9.      |           | Vila Nova de Famalicão | Ave                         | 133 590          | 201,59     | 663                    |
| 10.     |           | Barcelos               | Cávado                      | 116 777          | 378,9      | 308                    |
| 11.     |           | Valongo                | Área Metropolitana do Porto | 94 795           | 75,12      | 1 262                  |
| 12.     |           | Viana do Castelo       | Alto Minho                  | 85 864           | 319,02     | 269                    |
| 13.     |           | Paredes                | Área Metropolitana do Porto | 84 414           | 156,76     | 538                    |
| 14.     |           | Vila do Conde          | Área Metropolitana do Porto | 80 921           | 149,03     | 543                    |
| 15.     |           | Penafiel               | Tâmega e Sousa              | 69 687           | 212,24     | 328                    |
| 16.     |           | Santo Tirso            | Área Metropolitana do Porto | 67 785           | 136,60     | 496                    |
| 17.     |           | Oliveira de Azeméis    | Área Metropolitana do Porto | 66 212           | 161,10     | 411                    |
| 18.     |           | Póvoa de Varzim        | Área Metropolitana do Porto | 64 320           | 82,81      | 782                    |
| 19.     |           | Felgueiras             | Tâmega e Sousa              | 55 883           | 115,74     | 483                    |
| 20.     |           | Paços de Ferreira      | Tâmega e Sousa              | 55 623           | 70,99      | 783                    |

### Cidades
A Região do Norte tem 54 cidades, dos quais 27 cidades se encontram na sub-região da Área Metropolitana do Porto, seguido pela sub-região do Tâmega e Sousa, com sete cidades, a sub-região do Douro com cinco cidades, as sub-regiões das Terras de Trás-os-Montes e do Ave ambas com quatro cidades, a sub-região do Cávado com três cidades e as sub-regiões do Alto Minho e Alto Tâmega ambas com duas cidades.
Existem 54 cidades na Região do Norte, das quais;
- 3 cidades tem mais de 100 mil habitantes;
- 3 cidades tem entre 50 mil e 100 mil habitantes;
- 17 cidades tem entre 20 mil e 50 mil habitantes;
- 17 cidades tem entre 10 mil e 20 mil habitantes e
- 14 cidades tem menos de 10 mil habitantes.

A maior cidade da região é a cidade do Porto, com mais de 237 mil habitantes e uma densidade populacional de 5 600 habitantes por km², seguida pela cidade de Vila Nova de Gaia, com mais de 186 mil habitantes e uma densidade populacional de 3 351 habitantes por km², a cidade de Braga, com mais de 144 mil habitantes e uma densidade populacional de 2 351 habitantes por km², a cidade de Gondomar, com mais de 69 mil habitantes e uma densidade populacional de 1 797 habitantes por km² e a cidade de Rio Tinto, com mais de 65 mil habitantes e uma densidade populacional de 4 353 habitantes por km².
Das vinte maiores cidades da região, 14 localizam-se na sub-região da Área Metropolitana do Porto, duas cidades na sub-região do Ave e uma cidade nas sub-regiões do Cávado, Alto Minho, Douro e Terras de Trás-os-Montes.
| Posição | Cidade | Cidade                 | Sub-região                  | População (2021) | Área (km2) | Densidade populacional |
| ------- | ------ | ---------------------- | --------------------------- | ---------------- | ---------- | ---------------------- |
| 1.      |        | Porto                  | Área Metropolitana do Porto | 231 962          | 41,42      | 5 600                  |
| 2.      |        | Vila Nova de Gaia      | Área Metropolitana do Porto | 188 443          | 56,22      | 3 352                  |
| 3.      |        | Braga                  | Cávado                      | 148 977          | 36,2       | 4 115                  |
| 4.      |        | Gondomar               | Área Metropolitana do Porto | 69 172           | 47,40      | 1 797                  |
| 5.      |        | Rio Tinto              | Área Metropolitana do Porto | 65 473           | 15,04      | 4 353                  |
| 6.      |        | Guimarães              | Ave                         | 54 178           | 20,4       | 2 656                  |
| 7.      |        | Matosinhos             | Área Metropolitana do Porto | 49 046           | 11,28      | 4 348                  |
| 8.      |        | Póvoa de Varzim        | Área Metropolitana do Porto | 41 292           | 13,0       | 3 176                  |
| 9.      |        | Maia                   | Área Metropolitana do Porto | 40 535           | 10,80      | 3 753                  |
| 10.     |        | Ermesinde              | Área Metropolitana do Porto | 39 095           | 7,65       | 5 110                  |
| 11.     |        | Vila Nova de Famalicão | Ave                         | 36 699           | 23,5       | 1562                   |
| 12.     |        | Vila do Conde          | Área Metropolitana do Porto | 29 319           | 6,77       | 4 330                  |
| 13.     |        | Vila Real              | Douro                       | 29 201           | 22,0       | 1 327                  |
| 14.     |        | Senhora da Hora        | Área Metropolitana do Porto | 26 988           | 3,77       | 7 159                  |
| 15.     |        | Santo Tirso            | Área Metropolitana do Porto | 26 959           | 35,5       | 759                    |
| 16.     |        | Valongo                | Área Metropolitana do Porto | 25 736           | 10,3       | 2 499                  |
| 17.     |        | Viana do Castelo       | Alto Minho                  | 25 158           | 11,86      | 2 121                  |
| 18.     |        | Bragança               | Terras de Trás-os-Montes    | 24 041           | 15,4       | 1 561                  |
| 19.     |        | São Mamede de Infesta  | Área Metropolitana do Porto | 22 844           | 4,99       | 4 578                  |
| 20.     |        | São João da Madeira    | Área Metropolitana do Porto | 22 144           | 7,94       | 2 789                  |

### Freguesias
A Região do Norte, através dos 86 municípios, é constituida por 1 426 freguesias. As seguintes listas agrupam todas as freguesias, listadas e ordenadas, por cada sub-região das oito da região.
- Lista de freguesias do Alto Minho
- Lista de freguesias do Alto Tâmega
- Lista de freguesias da Área Metropolitana do Porto
- Lista de freguesias do Ave
- Lista de freguesias do Cávado
- Lista de freguesias do Douro
- Lista de freguesias do Tâmega e Sousa
- Lista de freguesias das Terras de Trás-os-Montes

#### Diferenças populacionais
|                                  | Alto Minho | Alto Tâmega | Área Metropolitana do Porto | Ave | Cávado | Douro | Tâmega e Sousa | Terras de Trás-os-Montes | Região Norte |
| Número de freguesias             | 208        | 118         | 173                         | 189 | 180    |       |                |                          | 1 426        |
| -------------------------------- | ---------- | ----------- | --------------------------- | --- | ------ | ----- | -------------- | ------------------------ | ------------ |
| Mais de 50 000 habitantes        | 0          | 0           | 2                           | 0   | 0      |       |                |                          | 2            |
| Entre 20 000 e 50 000 habitantes | 0          | 0           | 29                          | 1   | 1      |       |                |                          | 31           |
| Entre 10 000 e 20 000 habitantes | 1          | 1           | 20                          | 2   |        |       |                |                          | 24           |
| Entre 5 000 e 10 000 habitantes  | 2          | 0           | 30                          | 17  |        |       |                |                          | 49           |
| Entre 2 000 e 5 000 habitantes   | 24         | 6           | 29                          | 56  |        |       |                |                          | 115          |
| Entre 1 000 e 2 000 habitantes   | 33         | 10          | 63                          | 38  |        |       |                |                          | 144          |
| Entre 500 e 1 000 habitantes     | 57         | 24          | 0                           | 63  |        |       |                |                          | 144          |
| Menos de 500 habitantes          | 91         | 77          | 0                           | 12  |        |       |                |                          | 180          |

## Emprego

### População empregada
A população empregada da Região do Norte aumentou 1,4% no 4.° trimestre de 2021 face ao período homólogo do ano transato, traduzindo-se na criação líquida de 23 200 novos postos de trabalho. Em Portugal, o crescimento da população empregada foi de 3,1% durante o mesmo período, o que representou mais 148 400 empregos. Em termos comparativos, este foi o segundo trimestre consecutivo no qual o ritmo de crescimento do emprego nacional superou o da região, após vários trimestres consecutivos caracterizados por um melhor desempenho da Região do Norte no contexto global do país.
A taxa de emprego da região no grupo etário dos 20 aos 64 anos situou-se em 76,2%, acima da meta definida no Portugal 2020 para este indicador (75%), mas ligeiramente inferior ao valor registado no trimestre precedente (76,4%). Por seu turno, a taxa de atividade da população da região dos 16 ou mais anos foi de 59,5% no 4.° trimestre de 2021, um valor que compara com 59,7% no trimestre anterior.
| Trimeste | 4.° T 2019 | 1.° T 2020 | 2.° T 2020 | 3.° T 2020 | 4.° T 2020 | 1.° T 2021 | 2.° T 2021 | 3.° T 2021 | 4.° T 2021 |
| -------- | ---------- | ---------- | ---------- | ---------- | ---------- | ---------- | ---------- | ---------- | ---------- |
| Taxa     | 73,8%      | 73,9%      | 72,1%      | 73,1%      | 74,5%      | 73,6%      | 75,9%      | 76,4%      | 76,2%      |
| Variação |            | +0,1%      | –1,8%      | +1,0%      | +1,4%      | –0,9%      | +2,3%      | +0,5%      | –0,2%      |

Em concreto, a população empregada dos 16 aos 24 anos diminuiu 11,4% no 4.° trimestre de 2021 face ao mesmo período do ano transato, agravando acentuadamente a queda que já tinha sido registada no trimestre precedente. A população empregada na classe etária seguinte, dos 25 aos 34 anos, diminuiu 3,3% em termos homólogos, enquanto o nível de emprego manteve-se constante no grupo dos 35 aos 44 anos.
Em sentido oposto, o emprego aumentou nas restantes classes etárias. Nos indivíduos dos 45 aos 54 anos o crescimento em termos homólogos foi de 3,2% no 4.º trimestre de 2021, que compara com um crescimento de 8,3% no dos indivíduos dos 55 aos 64 anos.
A segunda principal dualidade do mercado de trabalho reflete-se na evolução assimétrica do emprego por nível de escolaridade, a qual tem vindo a acentuar-se na fase mais recente de crescimento da economia. Por um lado, a população empregada com a escolaridade completa até ao 3.º ciclo do ensino básico diminui 12,0%, em termos homólogos, no 4.º trimestre de 2021, agravando-se a tendência de queda que se vem a verificar ao longo dos últimos trimestres. Por outro, as populações empregadas com o ensino secundário (incluindo pós-secundário) e superior aumentaram em 9,5% e em 14,0%, respetivamente, durante o mesmo período.

### Desemprego
A taxa de desemprego da Região do Norte aumentou para 6,5% no 4.° trimestre de 2021, mais 0,3 pontos percentuais face ao trimestre anterior. Em Portugal, o valor aumentou 0,2 pontos percentuais para 6,3%.
A evolução das taxas de desemprego por grupos etários no 4.° trimestre de 2021 continuou a ser bastante assimétrica. Nos indivíduos dos 16 aos 24 anos, a taxa de desemprego aumentou de 23,8% para 25,1% entre os 3.° e 4.° trimestres de 2021, situando-se no valor mais alto dos últimos quatro anos. Nos escalões etários seguintes também se observou um crescimento das taxas de desemprego. Nas pessoas dos 25 aos 34 anos, a taxa de desemprego aumentou de 6,9% para 8,1% entre os 3.° e 4.° trimestres de 2021, que compara com um aumento de 3,6% para 4,9% nos indivíduos dos 35 aos 44 anos.
| Trimeste | 1.° T 2019 | 2.° T 2019 | 3.° T 2019 | 4.° T 2019 | 1.° T 2020 | 2.° T 2020 | 3.° T 2020 | 4.° T 2020 | 1.° T 2021 | 2.° T 2021 | 3.° T 2021 | 4.° T 2021 |
| -------- | ---------- | ---------- | ---------- | ---------- | ---------- | ---------- | ---------- | ---------- | ---------- | ---------- | ---------- | ---------- |
| Taxa     | 6,8%       | 6,2%       | 6,6%       | 7,1%       | 6,8%       | 5,6%       | 7,9%       | 7,0%       | 6,7%       | 6,1%       | 6,1%       | 6,3%       |
| Variação |            | –0,6%      | +0,4%      | +0,5%      | –0,3%      | –1,2%      | +2,3%      | –0,9%      | –0,3%      | –0,6%      | –0,0%      | +0,2%      |

Nos restantes escalões etários observaram-se reduções na taxa de desemprego entre trimestres consecutivos. Nas pessoas dos 45 aos 54 anos, o valor diminui de 4,1% para 3,6% entre o 3.° e 4.° trimestres de 2021, enquanto nos indivíduos dos 55 aos 64 anos, a taxa de desemprego baixou de 6,3% para 5,5% durante o mesmo período.
As taxas de desemprego do Norte, por nível de escolaridade, também evoluíram de modo diferente. Nos indivíduos com o ensino superior, o valor diminuiu ligeiramente de 5,9% para 5,8% entre o 3.° e 4.° trimestres de 2021, enquanto nas pessoas com o ensino secundário (incluindo pós-secundário) e com o ensino até ao 3.° ciclo do básico, os valores aumentaram em ambos os casos. Nos primeiros, a taxa de desemprego aumentou de 6,8% para 7,3% entre o 3.° e 4.° trimestres de 2021, enquanto nos segundos o crescimento foi de 5,9% para 6,5% durante o mesmo período.
| Trimeste | 1.° T 2019 | 2.° T 2019 | 3.° T 2019 | 4.° T 2019 | 1.° T 2020 | 2.° T 2020 | 3.° T 2020 | 4.° T 2020 | 1.° T 2021 | 2.° T 2021 | 3.° T 2021 | 4.° T 2021 |
| -------- | ---------- | ---------- | ---------- | ---------- | ---------- | ---------- | ---------- | ---------- | ---------- | ---------- | ---------- | ---------- |
| Número   | 125 100    | 116 400    | 120 300    | 131 200    | 125 700    | 98 900     | 146 000    | 130 700    | 132 700    | 115 300    | 113 600    | 119 800    |
| Variação |            | –8 700     | 3 900      | 10 900     | –5 500     | –26 800    | 47 100     | –16 000    | 2 000      | –17 400    | –1 700     | 6 200      |

Uma das evoluções mais preocupantes no mercado de trabalho do Norte prende-se com o crescimento sucessivo do desemprego de longa duração ao longo do ano de 2021. No 4.º trimestre de 2021, o número de desempregados de longa duração (há 12 ou mais meses) representava 52,8% do total dos desempregados, um valor que compara com 49,4% no trimestre anterior e com 36,6% no trimestre homólogo de 2020.
Em valor absoluto também se observou um crescimento significativo: o número de desempregados de longa duração do Norte situou-se em 63,3 mil no 4.º trimestre de 2021, mais 32,2% do que no período homólogo de 2020. O aumento do desemprego de longa duração num contexto de recuperação da economia do Norte após a crise pandémica resulta de um aumento do desemprego estrutural da economia em razão da redução da empregabilidade de recursos humanos com menores níveis de escolaridade.

## Economia

### Comparação com o resto do país
A Região do Norte representa cerca de 39% das exportações nacionais e 29% da economia nacional. Graças às boas infraestruturas de comunicação e de internacionalização tornou-se uma região competitiva e conta com uma rede qualificada de equipamentos de ciência e tecnologia. A Região Norte tem, a seguir à Área Metropolitana de Lisboa, a segunda maior economia regional de Portugal. Mesmo que seja a segunda região mais rica do país, é hoje a região onde as pessoas têm o menor poder de compra e o menor rendimento de todas as sete regiões nacionais. Em 2019, a diferença entre os rendimento por habitante da Região Norte, comparando com a Área Metropolitana de Lisboa, é de cerca de nove mil euros.

### Crise financeira
Mesmo que tenha sido atingida pela recessão global em 2009 e pela Crise da Zona Euro em 2011 e 2012, foi a única região de toda a Península Ibérica a aumentar o PIB per capita nas normas de poder de compra (PPC) em relação à média dos 28 países da União Europeia, por regiões NUTS-2, entre 2007 e 2015. Enquanto o PIB da região ultrapassou pela primeira vez os 50 mil milhões de euros em 2010, baixou em 2012 para 48,3 mil milhões de euros, devido à crise. A região só conseguiu recuperar os 50 mil milhões de euros em 2014 e, com um forte crescimento económico, atingiu os 60 mil milhões de euros em quatro anos. No tocante ao PIB per capita reduziu de 13 700 euros em 2010 para 13 149 euros em 2012, mas devido ao forte crescimento económico conseguiu atingir os 17 000 euros em 2018, aumentando assim o rendimento de cada habitante em 4 000 euros, num espaço de seis anos.

### Produto Interno Bruto
Ao longo dos anos, o Produto Interno Bruto da Região Norte cresceu com a entrada na União Europeia, com os investimentos feitos na indústria, no turismo, na educação e nas infraestruturas.

#### Evolução do PIB da Região Norte
Os dados dos anos de 2009 e 2019 mostram que o PIB da Região Norte cresceu 29%, dos registados 49,2 mil milhões de euros em 2009 para 63,5 mil milhões de euros em 2019. Ao longo dos anos, o PIB da região baixou, por exemplo em 2011 e 2012, onde foi registado um decrescimento perto dos 5%. As razão para o decrescimento económico foi a crise financeira. Comparado com os dados do PIB nacional, a economia regional do Norte ganhou ao longo dos anos cada vez mais importância. Em 2016, a riqueza produzida em Portugal veio da Região Norte com 26,7%. Desde aí, as outras seis regiões de Portugal têm cada vez mais relevância no PIB nacional e tornaram-se mais competitivas entre elas.
| Ano               | 2009  | 2010  | 2011  | 2012  | 2013  | 2014  | 2015  | 2016  | 2017  | 2018  | 2019  | 2020  |
| ----------------- | ----- | ----- | ----- | ----- | ----- | ----- | ----- | ----- | ----- | ----- | ----- | ----- |
| PIB               | 49,2  | 50,7  | 49,8  | 48,3  | 49,4  | 50,8  | 52,8  | 55,1  | 57,6  | 60,9  | 63,5  | 60,3  |
| Crescimento       | -     | +3%   | -1,8% | -3%   | +2,2% | +2,8% | +3,9% | +4,3% | +4,5% | +5,7% | +4,2% | -5%   |
| % do PIB nacional | 20,4% | 21,3% | 20,3% | 22,3% | 21,8% | 22,1% | 26,5% | 26,7% | 26,1% | 25,1% | 26,5% | 26,1% |

Estatística da evolução do PIB da Região Norte (em mil milhões de €)

#### PIB por sub-região
A Produto Interno Bruto (PIB) da Região Norte situava-se em 2019 nos 63,524 mil milhões de euros, sendo a segunda região com o maior PIB de Portugal, atrás da Área Metropolitana de Lisboa com 77,349 mil milhões de euros. As maiores economias da Região Norte situam-se na Área Metropolitana do Porto, Cávado e Ave.
| Lugar               | Sub-região                  | PIB (2019)           |
| ------------------- | --------------------------- | -------------------- |
| 1.                  | Área Metropolitana do Porto | 34,442 mil milhões € |
| 2.                  | Cávado                      | 7,277 mil milhões €  |
| 3.                  | Ave                         | 7,054 mil milhões €  |
| 5.                  | Alto Minho                  | 3,718 mil milhões €  |
| 4.                  | Tâmega e Sousa              | 5,264 mil milhões €  |
| 6.                  | Douro                       | 2,916 mil milhões €  |
| 7.                  | Terras de Trás-os-Montes    | 1,702 mil milhões €  |
| 8.                  | Alto Tâmega                 | 1,148 mil milhões €  |
| PIB da Região Norte | PIB da Região Norte         | 63,521 mil milhões € |

#### PIBper capitapor sub-região
O Produto Interno Bruto por habitante (PIB per capita) da Região Norte situava-se em 2019 nos 17 774 euros, sendo a região com o PIB per capita mais baixo de Portugal. As regiões com o maior PIB per capita em Portugal são a Área Metropolitana de Lisboa, o Algarve e o Alentejo.
| Lugar                          | Sub-região                     | PIB per capita (2019) |
| ------------------------------ | ------------------------------ | --------------------- |
| 1.ª                            | Área Metropolitana do Porto    | 19 963 €              |
| 2.ª                            | Cávado                         | 18 006 €              |
| 3.ª                            | Ave                            | 17 110 €              |
| 4.ª                            | Alto Minho                     | 16 120 €              |
| 5.                             | Terras de Trás-os-Montes       | 15 810 €              |
| 6.ª                            | Douro                          | 15 272 €              |
| 7.ª                            | Alto Tâmega                    | 13 309 €              |
| 8.ª                            | Tâmega e Sousa                 | 12 634 €              |
| PIB per capita da Região Norte | PIB per capita da Região Norte | 17 774 €              |

#### Indústria e exportação
Apresentando-se como a quinta região mais industrializada da União Europeia-15 (os quinze membros da União até 2004), e detentora de uma forte vocação industrial e exportadora, a Região do Norte assenta numa balança comercial regional positiva, representando cerca de 45% das empresas exportadoras nacionais. O têxtil é, seguramente, o principal sector que contribui para esta afirmação, sendo também notórios os sectores das máquinas e material elétrico, a indústria de calçado, e simultaneamente, as áreas de negócio de base tecnológica com um forte potencial de internacionalização.

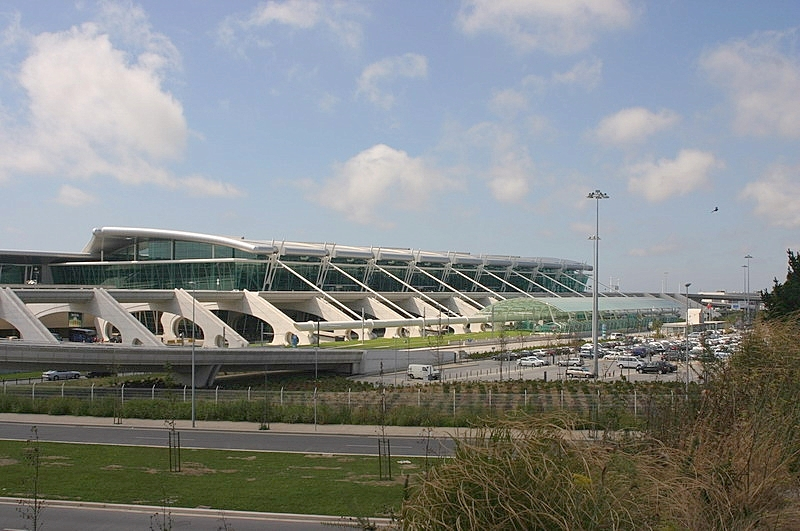
Aeroporto Francisco Sá Carneiro

A Região do Norte destaca-se igualmente por ter a fachada atlântica da Península Ibérica com maior tráfego internacional de mercadorias de e para a União Europeia, a partir do cais do Porto de Leixões. A distinção estende-se ainda à existência nesta região de um dos melhores aeroportos da Europa – o Aeroporto Francisco Sá Carneiro, considerado como o mais importante aeroporto do Norte da Península Ibérica, atendendo ao volume de tráfego, área de influência e conectividade. Com capacidade para seis milhões de passageiros por ano, oferece cerca de 70 destinos. Nas fronteiras terrestres, o Norte de Portugal lidera o tráfego de passageiros entre Portugal e Espanha com ligação à vizinha Galiza, registando-se um crescimento da saída e entrada de mercadorias no espaço regional.
O empreendedorismo do Norte de Portugal é ainda inseparável das suas empresas que, em alguns casos, alcançaram um patamar de projeção internacional.

### Empresas
O Continente, tendo a sede em Matosinhos, pertencendo à Área Metropolitana do Porto, é a maior empresa da região e a segunda maior nacional, em termos de faturação, sendo uma empresa focada no retalho;
A Bosch, tendo a sede em Braga, pertencendo ao Cávado, é a segunda maior empresa da região e a 16.ª maior em termos nacionais, sendo uma empresa focada no fabrico de receptores de rádio e de televisão;
A Continental, tendo a sede em Vila Nova de Famalicão, pertencendo ao Ave, é a terceira maior empresa da região e a 26.ª maior de Portugal, sendo uma empresa focada no fabrico de pneus;
A Alliance Healthcare, tendo a sede no Porto, pertencendo à Área Metropolitana do Porto, é a quarta maior empresa da região e 33.ª maior a nível nacional, sendo uma empresa focada no comércio de produtos farmacêuticos;
A Lactogal, tendo a sede no Porto, pertencendo à Área Metropolitana do Porto, é a quinta maior empresa da região e 35.ª maior do país, sendo uma empresa focada na indústrias do leite e derivados;
A OCP, tendo a sede na Maia, pertencendo à Área Metropolitana do Porto, é a sexta maior empresa da região e 36.ª maior nacionalmente, sendo uma empresa focada no comércio de produtos farmacêuticos;
A Mota-Engil, tendo a sede no Porto, pertencendo à Área Metropolitana do Porto, é a sétima maior empresa da região e 44.ª maior de Portugal, sendo uma empresa focada na construção de estradas e pistas de aeroportos;
A TD Tech Data, tendo a sede no Porto, pertencendo à Área Metropolitana do Porto, é a oitava maior empresa da região e 50.ª maior do país, sendo uma empresa focada no comércio por grosso de computadores, equipamentos periféricos e programas informáticos;
A SN Maia, tendo a sede na Maia, pertencendo à Área Metropolitana do Porto, é a nona maior empresa nacional da região e 57.ª maior a nível nacional, sendo uma empresa focada na siderurgia e fabrico de ferro-ligas;
O Hospital Universitário de São João, tendo a sede no Porto, pertencendo à Área Metropolitana do Porto, é a décima maior empresa da região e 67.ª maior nacional, sendo uma empresa focada nas atividades de saúde com internamento.
| Empresa                            | Setor                                                                                  | Sede                   | Posição regional | Posição nacional | Posição setorial |
| ---------------------------------- | -------------------------------------------------------------------------------------- | ---------------------- | ---------------- | ---------------- | ---------------- |
| Continente                         | Retalho                                                                                | Matosinhos             | 1.°              | 2.°              | 1.°              |
| Bosch                              | Fabrico de receptores de rádio e de televisão                                          | Braga                  | 2.°              | 16.°             | 1.°              |
| Continental                        | Fabrico de pneus                                                                       | Vila Nova de Famalicão | 3.°              | 26.°             | 1.°              |
| Alliance Healthcare                | Comércio de produtos farmacêuticos                                                     | Porto                  | 4.°              | 33.°             | 1.°              |
| Lactogal                           | Indústrias do leite e derivados                                                        | Porto                  | 5.°              | 35.°             | 1.°              |
| OCP                                | Comércio de produtos farmacêuticos                                                     | Maia                   | 6.°              | 36.°             | 2.°              |
| Mota-Engil                         | Construção de estradas e pistas de aeroportos                                          | Porto                  | 7.°              | 44.°             | 1.°              |
| TD Tech Data                       | Comércio por grosso de computadores, equipamentos periféricos e programas informáticos | Porto                  | 8.°              | 50.°             | 1.°              |
| SN Maia                            | Siderurgia e fabricação de ferro-ligas                                                 | Maia                   | 9.°              | 57.°             | 2.°              |
| Hospital Universitário de São João | Atividades dos estabelecimentos de saúde com internamento                              | Porto                  | 10.°             | 67.°             | 2.°              |

### Ciência e tecnologia

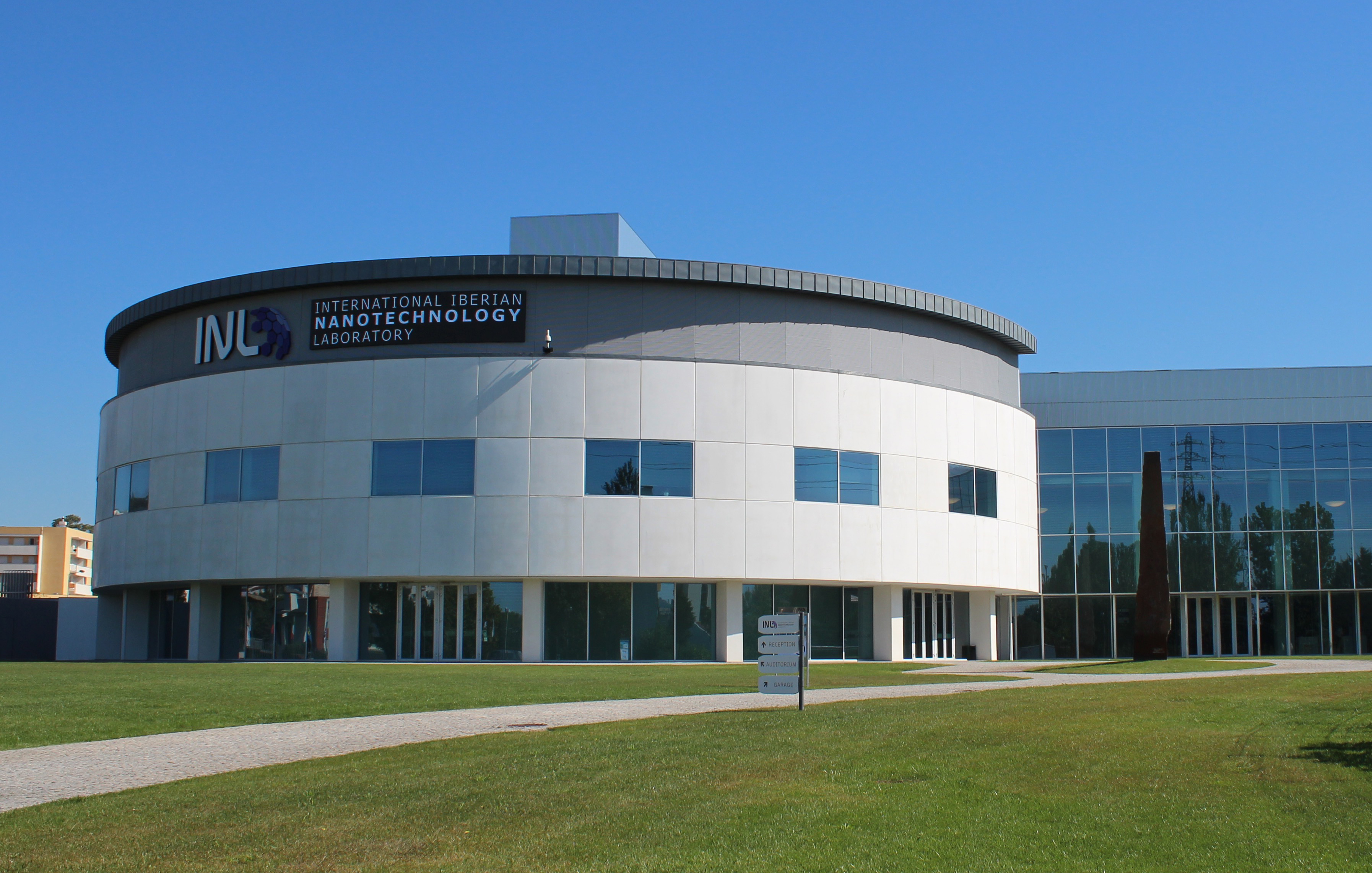
Entrada do INL

A Região do Norte apresenta hoje polos de excelência e referência internacional em Investigação & Desenvolvimento nas mais diversas áreas científicas e tecnológicas, que resultam da especialização dos seus quadros superiores e da criação de capital crítico nas suas universidades e centros de investigação. Esta tendência advém dos mais de 100 mil alunos do ensino superior, remetendo para uma elevada capacidade de formação de capital humano, que aliada às capacidades empreendedora e criativa, fazem do Norte de Portugal uma fonte de recursos humanos de excelência.
Há centros de investigação que já conquistaram a acreditação internacional e que são objeto da preferência de investigadores estrangeiros. No campo das Ciências da Saúde, destacam-se como polos de excelência o Instituto de Biologia Molecular e Celular (IBMC), o Instituto de Engenharia Biomédica (INEB), o Instituto de Patologia e Imunologia da Universidade do Porto (IPATIMUP) e o Instituto Internacional e Ibérico de Nanotecnologia (INL). Ao nível da engenharia, a Investigação & Desenvolvimento atingem um patamar de referência no Instituto de Polímeros e Compósitos e 3B’s Research Group – Biomaterials, Biodegradables and Biomimetics – e no Instituto de Engenharia Mecânica e Gestão Industrial (INEGI). O Instituto de Engenharia e Sistemas e Computadores do Porto (INESC do Porto) diferencia-se pela excelência na área das Tecnologias da Informação e Comunicação.

### Euro-região Norte-Galicia
O Norte de Portugal e a Galiza formam uma eurorregião baseada em semelhanças históricas, culturais, linguísticas e económicas comuns, a Eurorregião da Galiza-Norte de Portugal. A eurorregião tem origem na Comunidade de Trabalho Galiza-Norte de Portugal, criada em 1991. Esta eurorregião conta ainda com o apoio do Eixo Atlântico, um lobby das cidades e municípios galegos e norte de Portugal.

## Cultura

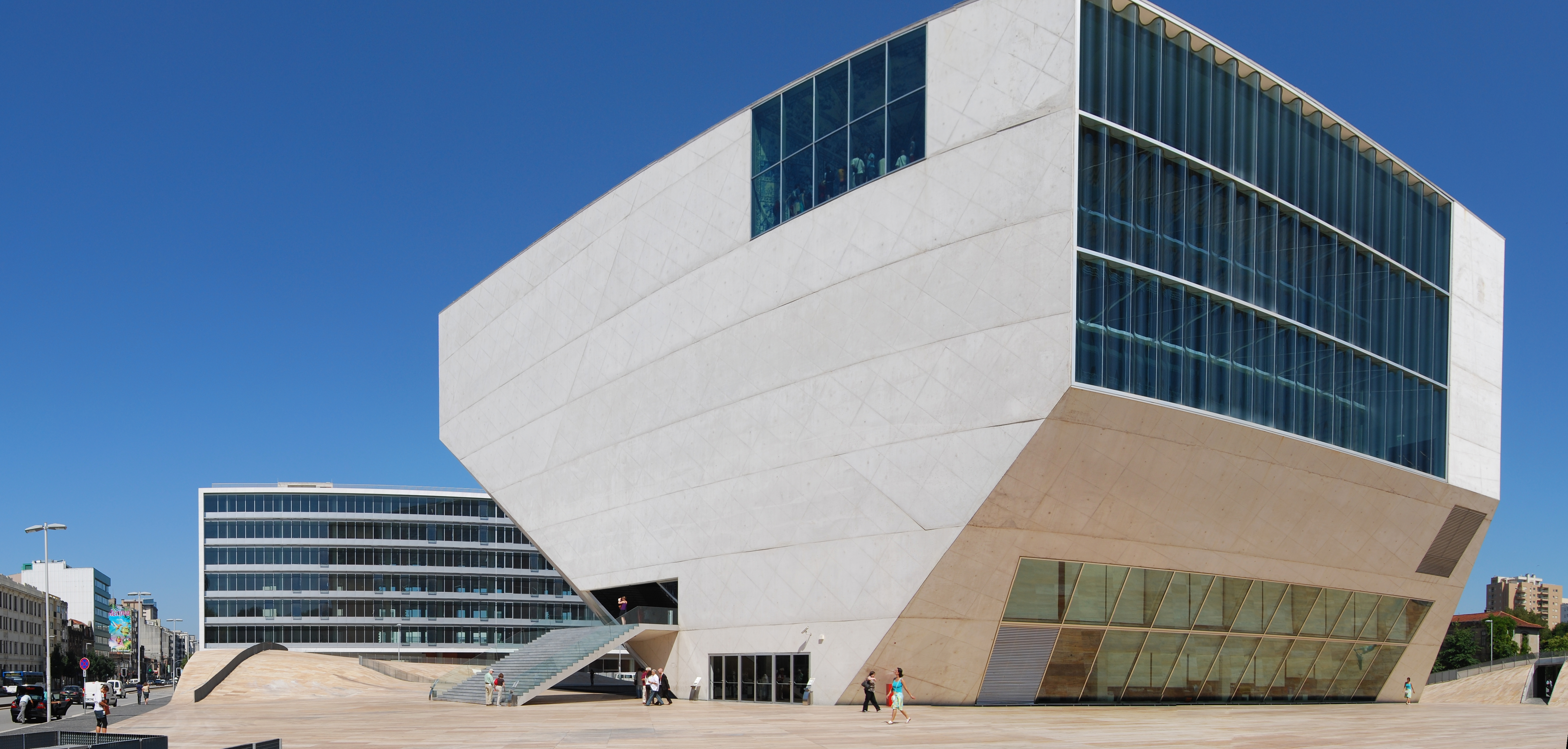
Vista panorâmica do exterior da Casa da Música

O Norte de Portugal é rico em cultura e criação artística. Um conjunto de centros criativos e culturais emergem como marcas internacionais. É exemplo disso a Casa da Música, um dos exemplos mais claros de centro de excelência no domínio das artes e do espetáculo, democratizando o acesso à cultura e à música. Prestigiada internacionalmente, a Fundação de Serralves é outro dos centros de referência cultural na região e no país, através da oferta do seu Museu de Arte Contemporânea. Também o Centro Cultural Vila Flor, em Guimarães, e a Casa das Artes, em Vila Nova de Famalicão, se têm distinguido no acolhimento, programação e promoção de diversos eventos artísticos e culturais de relevo nacional e internacional.

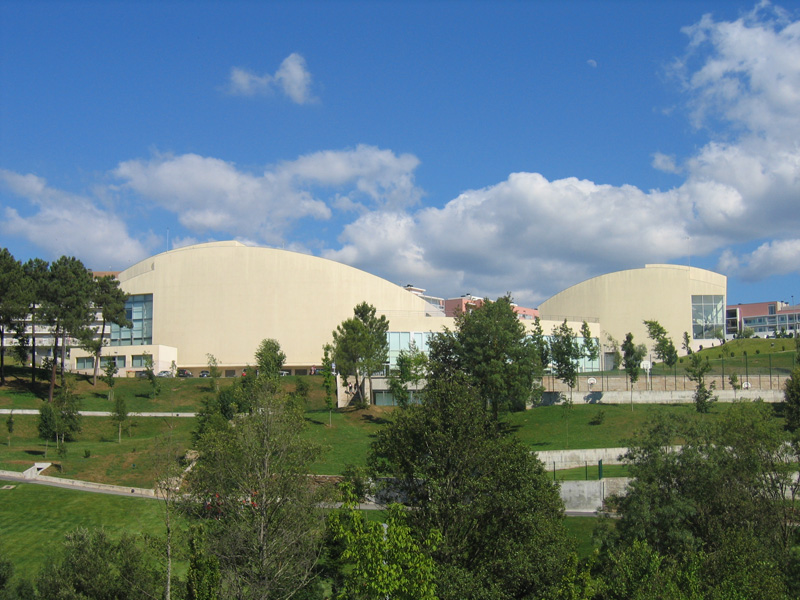
Teatro de Vila Real.

A vitalidade cultural deve-se também ao importante papel de teatros públicos como o renovado Teatro Circo de Braga, o Teatro Nacional São João, no Porto, o Teatro Municipal de Vila Real e o Teatro Municipal de Bragança. A criação artística e literária é uma das marcas mais perenes da região. Na literatura, entre os muitos escritores, estão nomes como Miguel Torga e Agustina Bessa-Luís, e mais recentemente, o galardoado com o Prémio Camilo Castelo Branco, Manuel Jorge Marmelo, e Valter Hugo Mãe, distinguido com o Prémio José Saramago. No campo da pintura, distinguem-se, entre outros artistas, Júlio Resende e Graça Morais. Na música, os pianistas Rui Massena, Maria Helena Sá e Costa e Pedro Burmester. Na arquitetura, a “Escola do Porto” foi celebrizada, entre outros, por Fernando Távora, Alcino Soutinho, Souto Moura e Siza Vieira, tendo estes dois últimos recebido já o Pritzker, o maior galardão mundial na área da arquitetura. No cinema, o realizador portuense Manoel de Oliveira é um dos autores mais prestigiados e influentes da cinematografia europeia dos séculos XX e XXI, tendo nas suas obras inscritas a memória e a imagem do Porto e do Alto Douro e Trás-os-Montes. A moda, com assinatura nortenha, tem alcançado grande prestígio com nomes como Maria Gambina, Nuno Gama, Ana Sousa, Luís Onofre, Katty Xiomara e Micaela Oliveira. Um prestígio sustentado também pela promoção de dois grandes eventos na região – Portugal Fashion e Modtissimo, que têm contribuído para o lançamento de criadores portugueses, nomeadamente, para as passarelas dos principais palcos da moda europeia.

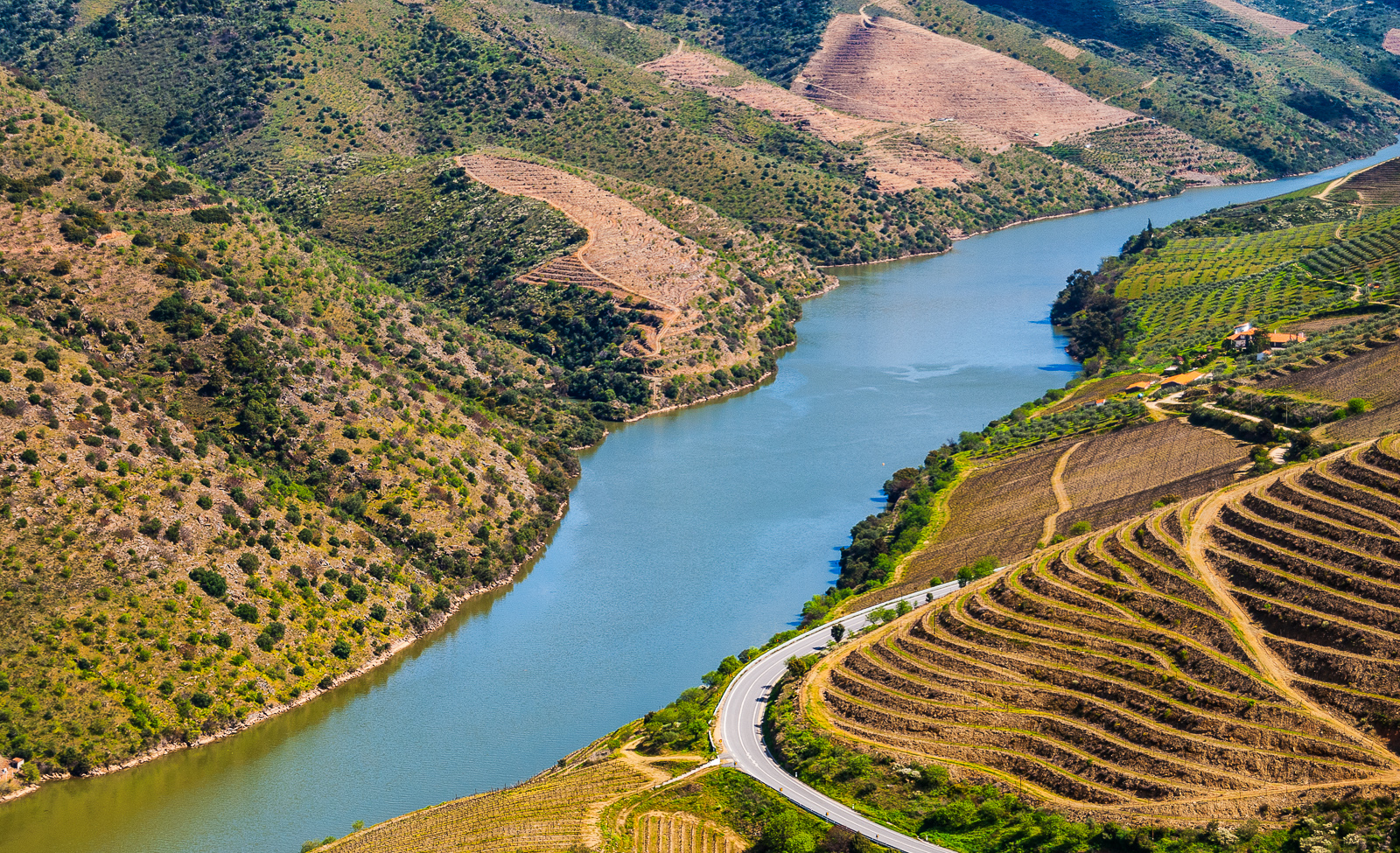
Região Vinhateira do Alto Douro

A Galiza e o Norte de Portugal têm vindo a promover a candidatura oficial ao reconhecimento como Património Cultural Imaterial da Humanidade pela UNESCO, para a valorização de áreas urbanas, históricas e naturais com forte potencial de internacionalização e procura turística. Estendendo-se a riqueza desta região aos distintos espaços culturais e desportivas, como às suas gentes que, nas mais diversas áreas, têm internacionalizado e levado o nome da Região Norte, mas também de Portugal, além-fronteiras. O projeto é apoiado pelo governo galego, várias instituições e associações galegas, juntamente com governos e instituições locais e regionais do Norte de Portugal. O nome oficial é "Candidatura de Património Imaterial Galego-Português".

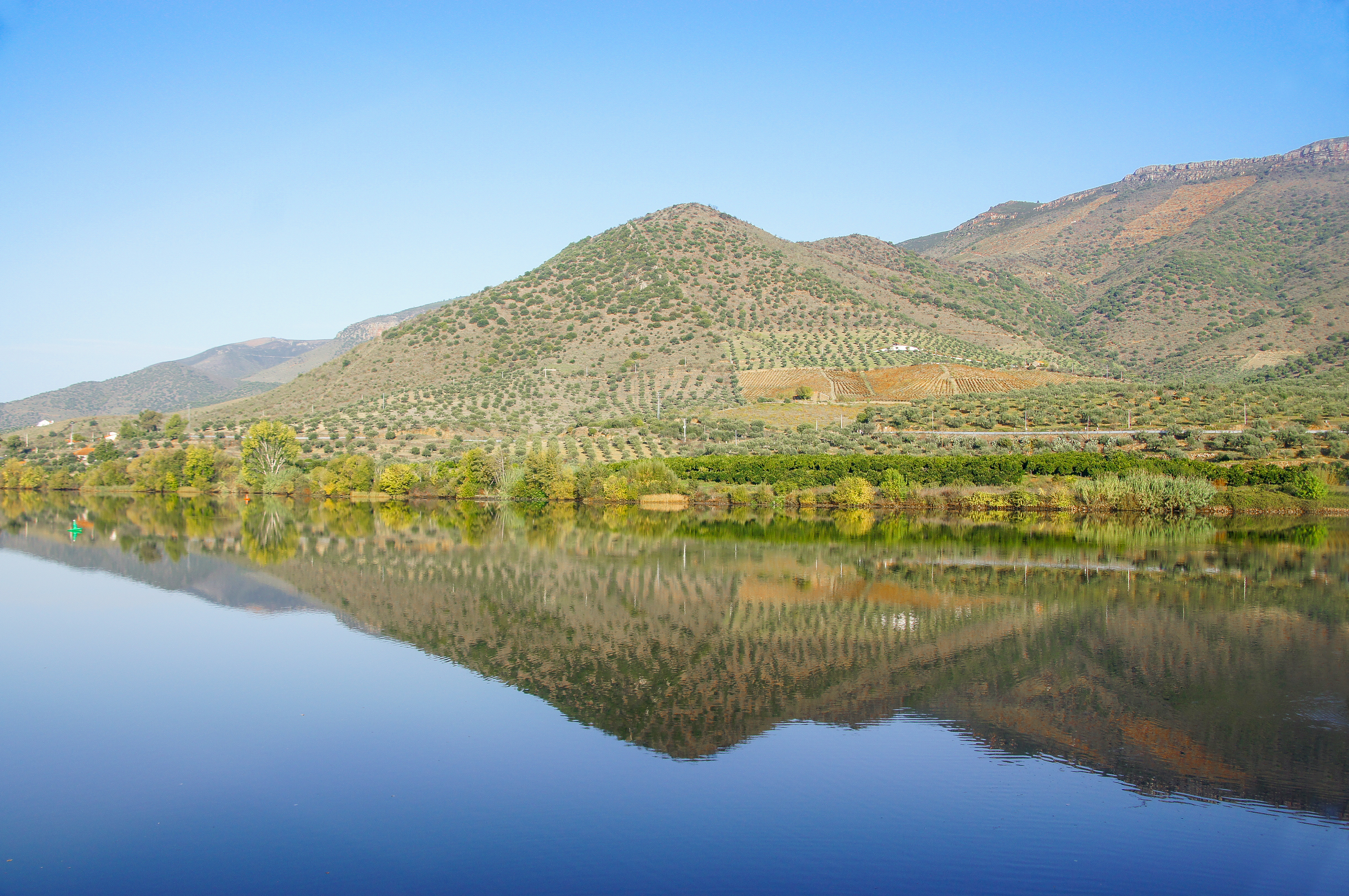
A área do Vale do Douro interior está exposta a verões quentes e aridez sazonal.

## Turismo
O Norte de Portugal é um dos destinos turísticos que apresenta um elevado potencial de crescimento interno e externo. Tem sido distinguido, por diferentes entidades estrangeiras, e por anos consecutivos, como o Melhor Destino Europeu, registando-se um aumento crescente de visitantes.

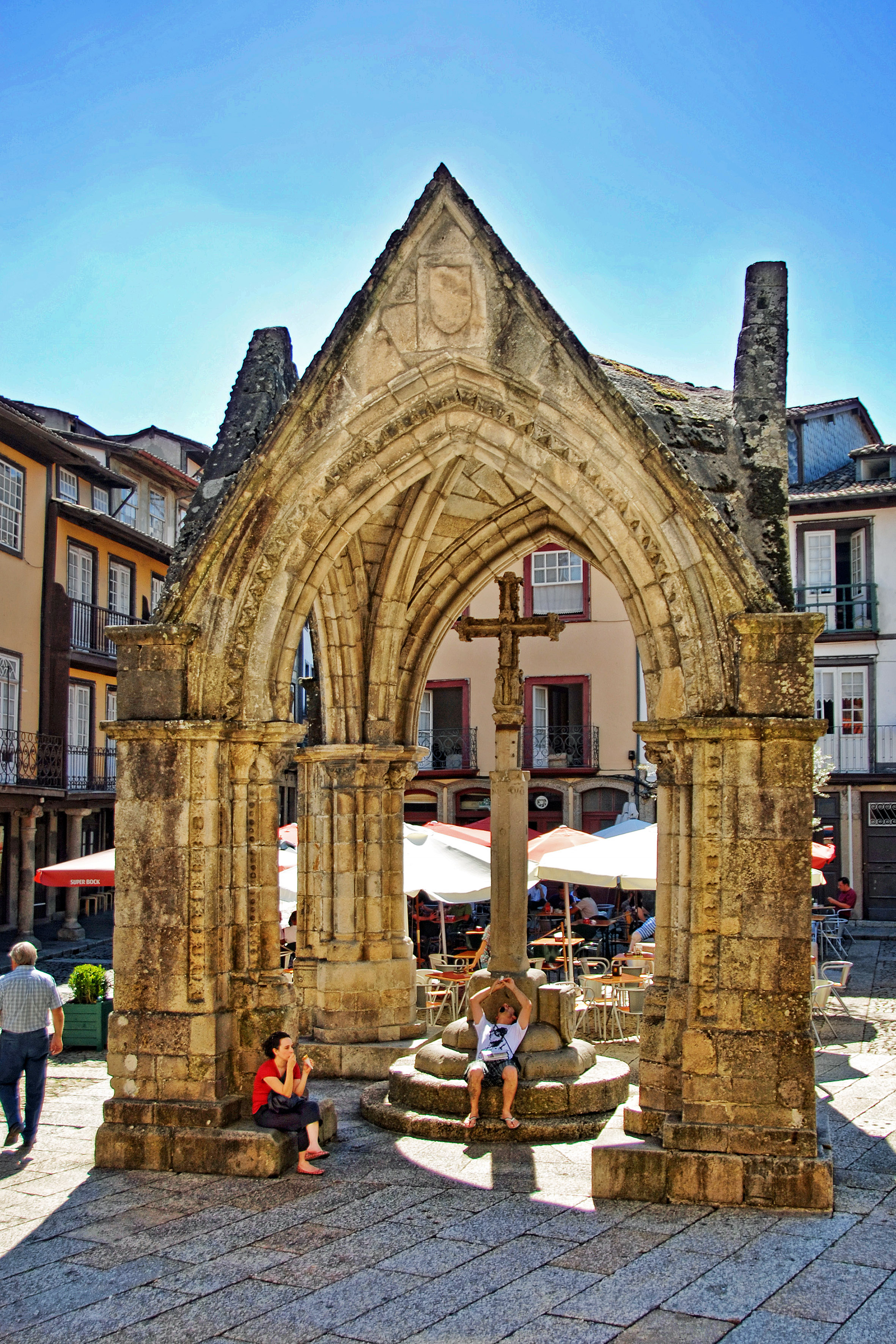
Largo da Oliveira, no Centro histórico de Guimarães

Dos vários polos de atração turística, distinguem-se os locais classificados pela UNESCO como Património da Humanidade. Primeiro, o Centro Histórico do Porto, em 1996, pela preservação de edifícios milenares com tradição cultural e comercial. Em 1998, as Gravuras Rupestres de Foz Côa, também distinguidas pela UNESCO por serem a maior coleção mundial de gravuras pré-históricas em espaço livre. Já em 2001, foi a vez de serem reconhecidos o Centro Histórico de Guimarães e o Alto Douro Vinhateiro, como “paisagem cultural evolutiva viva”, onde nasceu um dos vinhos mais marcantes da história da humanidade: o Vinho do Porto, e considerada a mais antiga região demarcada do mundo.
No Norte, a oferta turística inclui ainda a descoberta do número crescente de produtos com um certificado de denominação de origem. Além dos vinhos, há o azeite, o fumeiro, o mel e outros produtos agroalimentares, bem como as rendas de bilros e a filigrana, entre outros bens artesanais com forte marca de qualidade e autenticidade. O grande valor do património e da cultura associada a estes produtos levou inclusivamente à criação de instrumentos promocionais temáticos, como são o caso da Rota do Vinho do Porto, da Rota dos Vinhos Verdes e da Rota do Azeite de Trás-os-Montes.
Um turismo de qualidade em crescimento contínuo, alicerçado pela rica gastronomia e pela panóplia de atividades ao ar livre de cariz lúdico e desportivo, contribuindo para uma maior oferta do turismo de aventura, ambiental e de natureza. Nesta linha, a região é detentora de dois geoparques — Geopark Arouca e Geopark Terras de Cavaleiros, reconhecidos pelo seu excecional património geológico de relevância internacional, aliado a toda uma estratégia de desenvolvimento sustentável. A existência de uma significativa percentagem de território abrangido por um estatuto de proteção da natureza, definem igualmente a região. É o caso do Parque Nacional da Peneda-Gerês e dos parques naturais como os de Montesinho, Alvão e Douro Internacional.

## Transportes

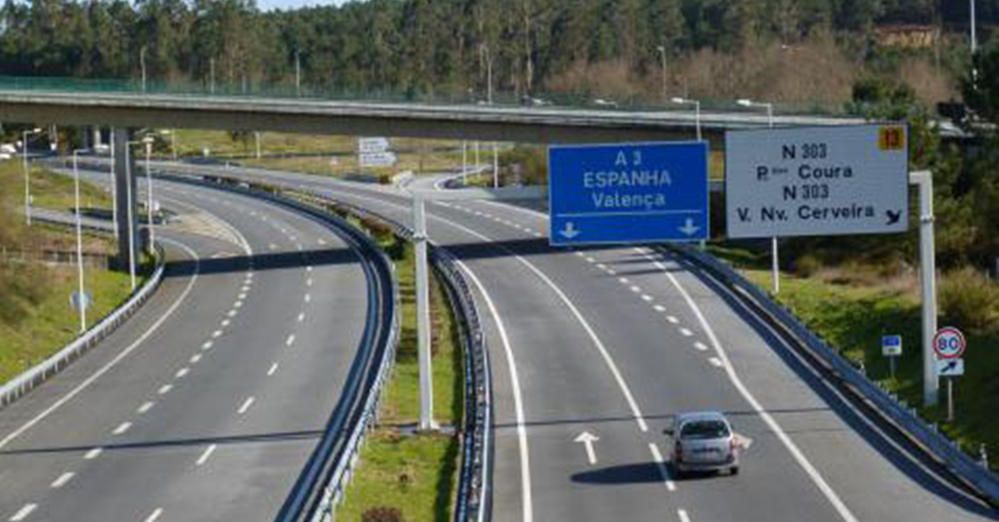
Autoestrada A3, perto de Paredes de Coura, sub-região do Alto Minho.

### Autoestradas
A Região do Norte dispõe de uma rede de autoestradas com uma extensão total de 960 quilómetros dentro da região, atravessando de norte ao sul, do oeste ao este e do litoral ao interior da região, tendo ambas as versões de regime, gratuitas e portajadas.
As principais autoestradas da região são a A1, ligando a cidade do Porto com o sul da sua prória área metropolitana e com Lisboa, atravessando outras regiões, a A3, ligando as cidades do Porto e Braga, até à fronteira com a Espanha, em Valença, a A4, ligando a cidade do Porto, o litoral com o interior da região, passando pelas sub-regiões do Tâmega e Sousa, Douro e Terras de Trás-os-Montes, até à fronteira com a Espanha, em Quintanilha, e a A24, ligando a cidade de Chaves, no Alto Tâmega, através da ligação a fronteira com Espanha, atravessando o interior da região até a fronteira com a Região do Centro, seguindo até Viseu. Existem três ligações de autoestrada com a Espanha, no norte e este da região, e três ligações de autoestrada com a Região do Centro, no sul da região.

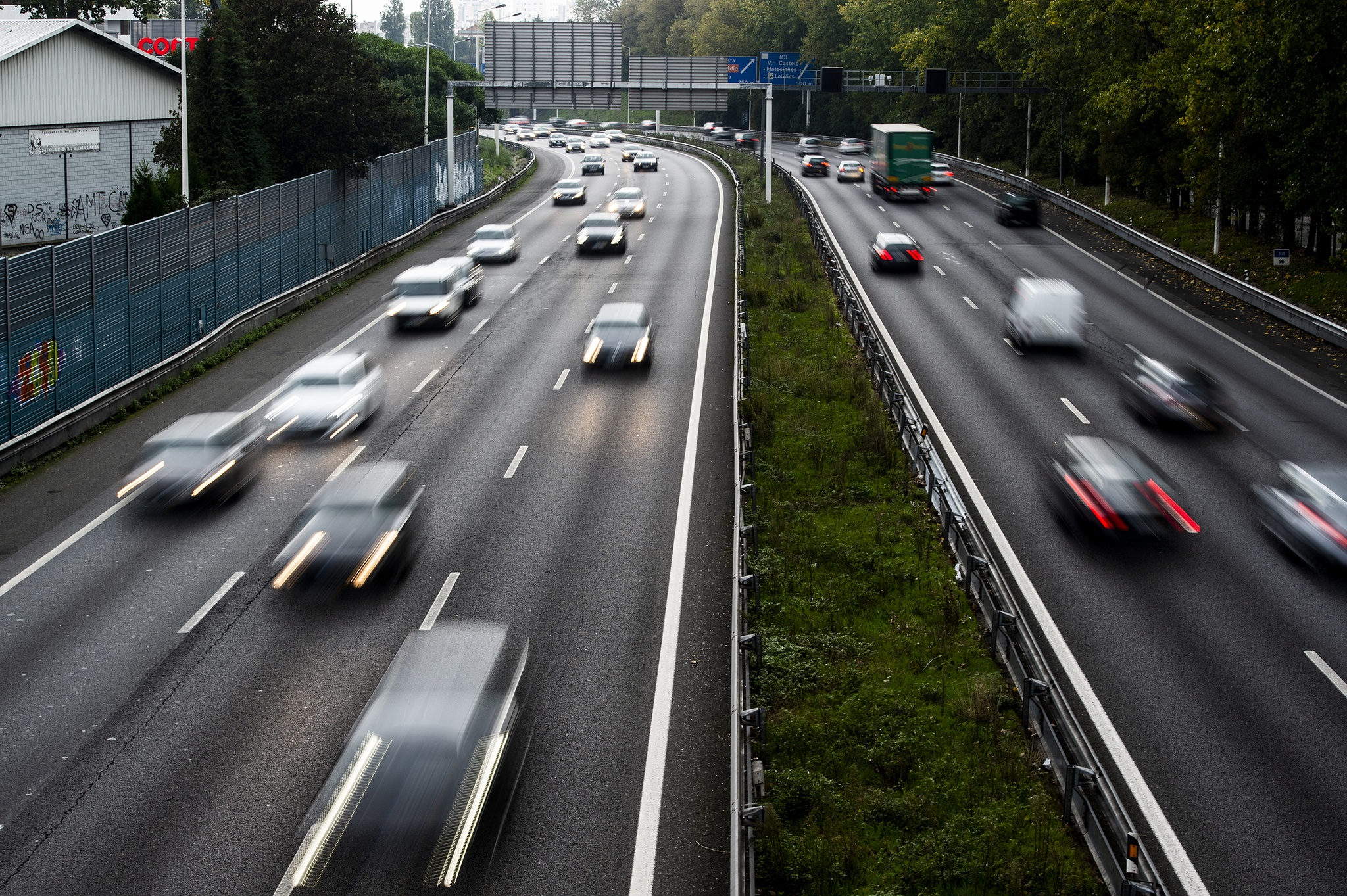
Autoestrada A20, sendo a circular interior da cidade do Porto.

Existem também outras autoestradas dentro da região, como a A7, ou Autoestrada do Gerês, ligando Vila do Conde, localizada na Área Metropolitana do Porto, no litoral da região, com Vila Pouca de Aguiar, situada no interior da região, na sub-região do Alto Tâmega, sendo a ligação norte do litoral para o interior, em paralelo com a A4, sendo a ligação sul entre o litoral e o interior da região. A A11, ou Autoestrada do Baixo Minho, liga as principais cidades situadas fora da Área Metropolitana do Porto, criando assim uma circular por fora da área metropolitana, ligando as cidades de Barcelos, Braga, Guimarães e Penafiel. A A20, ou mais conhecida como a Circular Regional Interior do Porto, é a principal autoestrada da cidade do Porto, ligando a cidade de oeste a este, atravessando o Rio Douro através da Ponte do Freixo, ligando assim também a cidade vizinha de Vila Nova de Gaia, criando uma circular entre as duas cidades. A A27, ou Autoestrada do Vale do Lima, está localizada no norte da região, na sub-região do Alto Minho, ligando o litoral com o interior da sub-região através da ligação entre as cidades de Viana do Castelo e Ponte de Lima. A A28, ou Autoestrada do Litoral Norte, é a autoestrada a ligar todo o litoral norte da região, desde o centro do Porto, passando pelas cidades da Póvoa de Varzim e Viana do Castelo, até chegar a Caminha, ligando as sub-regiões da Área Metropolitana do Porto com o Cávado e o Alto Minho. Já a A29 liga todo o litoral sul da região, conhecida como a Costa da Prata, desde o Porto até Aveiro, já pertencendo à Região do Centro, passando dentro da região pelo sul de Vila Nova de Gaia e Espinho. A A32, ou Autoestrada Entre-Douro-e-Vouga, é a autoestrada que liga os municípios do interior da Área Metropolitana do Porto, começando no sul de Vila Nova de Gaia, passando por Santa Maria da Feira e São João da Madeira, até chegar a Oliveira de Azeméis e Vale de Cambra. A A41, ou Circular Regional Exterior do Porto, liga as cidades de Matosinhos e Espinho, fazendo uma circular exterior pela cidade do Porto. A A42, ou Autoestrada do Douro Litoral, liga o núcleo urbano entre o Porto e Felgueiras, passando pelas cidades de Lousada e Paços de Ferreira. A A43, ou Radial de Gondomar, liga a cidade do Porto, passando do norte ao sul do município de Gondomar, até chegar à A41. A A44, ou Radial de Vila Nova de Gaia, liga o norte com o sul do município de Vila Nova de Gaia, passando pelo centro da cidade. A VRI, ou Via Regional Interior, liga o Aeroporto Francisco Sá Carneiro com o norte da cidade do Porto.
Existem somente três autoestradas dentro da região que seguem até à Região do Centro, sendo a única região nacional a fazer fronteira com a Região do Norte. A A1 segue até Lisboa, dentro da região liga a cidade do Porto com o sul da sua área metropolitana, a A24 liga a cidade de Chaves, com a fronteira com Espanha, com todo o interior norte até Lamego, onde segue em território da Região do Centro até Viseu e a A29, que liga a cidade do Porto a Aveiro, percorrendo toda a costa litoral entre as sub-regiões da Área Metropolitana do Porto e Região de Aveiro, conhecido como a Costa da Prata, somente ligando dentro da região o Porto com Espinho.
| Numeração                                         | Autoestrada                                       | Ligação nacional                                  | Ligação dentro da região                          | Total extensão | Extensão dentro da região |
| ------------------------------------------------- | ------------------------------------------------- | ------------------------------------------------- | ------------------------------------------------- | -------------- | ------------------------- |
| A 1                                               | Autoestrada do Norte                              | Lisboa – Porto                                    | Porto com o sul da área metropolitana             | 301,6 km       | 39 km                     |
| A 3                                               | Autoestrada do Minho                              | Porto – Valença (fronteira)                       | Porto – Valença (fronteira)                       | 112 km         | 112 km                    |
| A 4                                               | Autoestrada Transmontana                          | Matosinhos – Quintanilha (fronteira)              | Matosinhos – Quintanilha (fronteira)              | 222,8 km       | 222,8 km                  |
| A 7                                               | Autoestrada do Gerês                              | Vila do Conde – Vila Pouca de Aguiar              | Vila do Conde – Vila Pouca de Aguiar              | 103,9 km       | 103,9 km                  |
| A 11                                              | Autoestrada do Baixo Minho                        | Apúlia – Castelões                                | Apúlia – Castelões                                | 70,6 km        | 70,6 km                   |
| A 20                                              | Circular Regional Interior do Porto               | Porto – Carvalhos                                 | Porto – Carvalhos                                 | 16,6 km        | 16,6 km                   |
| A 24                                              | Autoestrada do Interior Norte                     | Viseu – Vila Verde da Raia (fronteira)            | Vila Verde da Raia (fronteira) com Lamego         | 160,6 km       | 116 km                    |
| A 27                                              | Autoestrada do Vale do Lima                       | Viana do Castelo – Ponte de Lima                  | Viana do Castelo – Ponte de Lima                  | 24,7 km        | 24,7 km                   |
| A 28                                              | Autoestrada do Litoral Norte                      | Porto – Caminha                                   | Porto – Caminha                                   | 94,1 km        | 94,1 km                   |
| A 29                                              | Autoestrada da Costa da Prata                     | Aveiro – Vila Nova de Gaia                        | Vila Nova de Gaia com Espinho                     | 53,3 km        | 16 km                     |
| A 32                                              | Autoestrada Entre-Douro-e-Vouga                   | Oliveira de Azeméis – Vila Nova de Gaia           | Oliveira de Azeméis – Vila Nova de Gaia           | 32,6 km        | 32,6 km                   |
| A 41                                              | Circular Regional Exterior do Porto               | Matosinhos – Espinho                              | Matosinhos – Espinho                              | 61,8 km        | 61,8 km                   |
| A 42                                              | Autoestrada do Douro Litoral                      | Paços de Ferreira – Felgueiras                    | Paços de Ferreira – Felgueiras                    | 24 km          | 24 km                     |
| A 43                                              | Radial de Gondomar                                | Porto – Gondomar                                  | Porto – Gondomar                                  | 15,5 km        | 15,5 km                   |
| A 44                                              | Radial de Vila Nova de Gaia                       | Vila Nova de Gaia – Porto                         | Vila Nova de Gaia – Porto                         | 8,2 km         | 8,2 km                    |
| VRI                                               | Via Regional Interior                             | Matosinhos – Maia                                 | Matosinhos – Maia                                 | 2,9 km         | 2,9 km                    |
| Total extensão de autoestradas da Região do Norte | Total extensão de autoestradas da Região do Norte | Total extensão de autoestradas da Região do Norte | Total extensão de autoestradas da Região do Norte | 960,7 km       | 960,7 km                  |

### Aeroportos

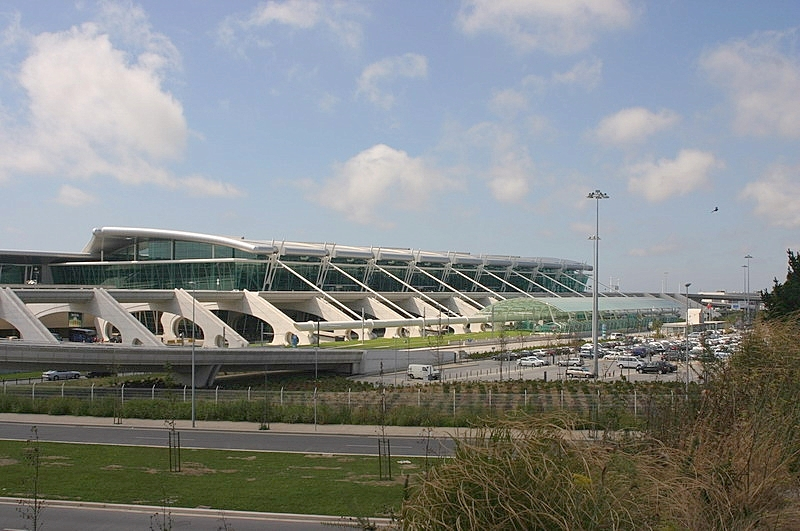
Aeroporto Francisco Sá Carneiro

O Aeroporto Francisco Sá Carneiro, situado na cidade do Porto, tendo sido inaugurado a 3 de Dezembro de 1945, é o maior aeroporto da região e segundo maior aeroporto do país, com mais de 13 milhões de passageiros em 2019. O aeroporto já recebeu vários prémios, por exemplo em 2007, sendo o terceiro melhor aeroporto da Europa. O aeroporto foi pensado para poder ser facilmente expandido. Assim, respondendo ao aumento do número de passageiros, o aeroporto verá a sua capacidade aumentada de 12 para 15 milhões de passageiros/ano e de 15 para 20 milhões de passageiros/ano no futuro.
Actualmente é o melhor aeroporto de Portugal em termos de espaço na aerogare. Relativamente aos movimentos aéreos de carga e de passageiros, é o segundo maior de Portugal, à frente do Aeroporto de Faro e atrás do Aeroporto de Lisboa. Este moderno aeroporto tem testemunhado um grande aumento de passageiros e voos, estando também os seus destinos a aumentar cada vez mais, principalmente a nível europeu graças às várias companhias low cost, nomeadamente a Ryanair e a EasyJet.
O aeroporto dispõe de uma grande infraestrutura, estando ligado por várias autoestradas, por táxis, pelo Metro do Porto e pelos Autocarros Urbanos do Porto e pelos autocarros de longo curso, que ligam o aeroporto com toda a região.

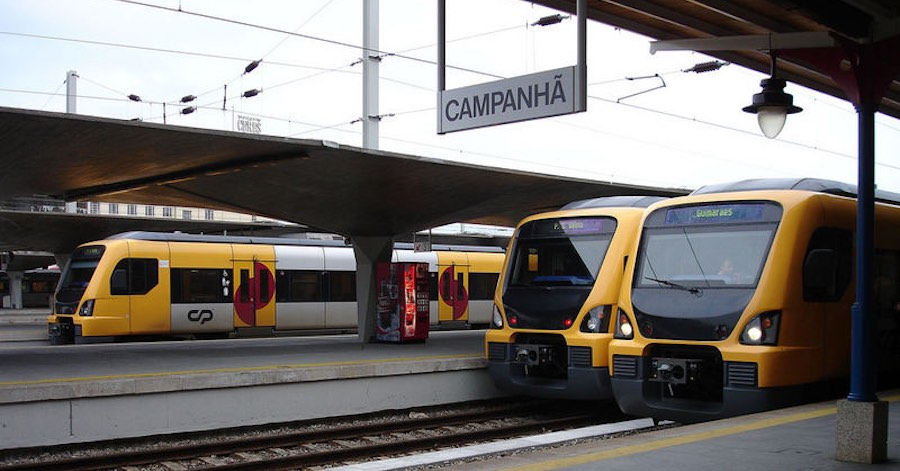
Estação de Porto-Campanhã com comboios da Rede de Suburbanos do Porto

### Ferrovia
A Região do Norte dispõe de várias linhas ferroviárias, que ligam vários pontos da região com o Porto e com outras regiões nacionais. As duas principais estações ferroviárias da região encontram-se na cidade do Porto, sendo a Estação de São Bento, de onde parte a maioria dos comboios suburbanos do Porto e comboios regionais, e a Estação de Campanhã, de onde parte a maioria dos comboios de longo curso para o norte e sul do país.

#### Suburbanos
A rede dos comboios suburbanos do Porto tem uma extensão total de mais de 200 km, servido mais de 80 estações, tendo no total seis linhas, sendo a rede mais extensa de suburbanos do país, passando as redes de suburbanos de Lisboa e de Coimbra, ligando o centro do Porto com várias cidades situadas nas sub-regiões do Cávado, Ave, Tâmega e Sousa, Área Metropolitana do Porto e a Região de Aveiro, sendo a única sub-região aonde passam os comboios suburbanos do Porto sem pertencer à região. A rede dispõe de comboios modernos e elétricos, que transportaram no ano de 2019 mais de 24 milhões de passageiros, sendo a segunda rede de suburbanos do país com mais passageiros transportados.

#### Regionais
Os comboios regionais encontram-se mais nas zonas com baixa densidade populacional ou onde não existem ligações com os comboios suburbanos, tendo ligações entre Valença, Viana do Castelo e Nine, passando na Linha do Minho, entre o Porto e o Pocinho, passando na Linha do Douro ao lado do Rio Douro, ou entre Espinho e Oliveira de Azeméis, passando na Linha do Vouga.

#### Longo curso
Os comboios de serviços de longo curso, serviços Intercidades e Alfa Pendulares, ligam as cidades de Braga e Guimarães, passando por outras cidades dentro das sub-regiões do Cávado e do Ave, até chegar ao Porto, onde continuam até Lisboa ou até Faro, no Algarve.

#### Linhas ferroviárias
A Linha do Norte, sendo a linha ferroviária mais importante do país, liga o Porto com o sul da sua área metropolitana, até Lisboa, passsando por várias cidades nacionais, como Aveiro, Coimbra e Santarém. A Linha do Minho, sendo a principal ligação ferooviária para o norte da região, liga o Porto com Vila Nova de Famalicão, Barcelos e Viana do Castelo, até chegar a Valença, atravessando o Rio Minho até Espanha. A Linha do Douro liga o Porto com o Pocinho, ligando o litoral com o interior do país e sendo assim uma linha bastante importante pela sua situação geográfica, passando ao lado do Rio Douro, sendo uma linha bastante popular entre os turistas e tendo vários serviços especiais para os turistas conhecerem o Douro e as paisagens. A Linha do Vouga é uma linha do interior da Área Metropolitana do Porto com Espinho, passando por grandes núcleos urbanos, como entre Espinho e Oliveira de Azeméis.